# Casa Fortunyo
La Casa Fortunyo és una obra amb elements gòtics i renaixentistes d'Arnes (Terra Alta) inclosa a l'Inventari del Patrimoni Arquitectònic de Catalunya.

## Descripció
Edifici de carreu de dos cossos, un donant al carrer Generalitat, l'altre, de més alçada, fent cantonada a la Plaça de la Vila. Es posen de manifest portades de mig punt i apuntades, una de les quals, la que està de cara a l'ajuntament, es presenta tapada.
Cal ressaltar la presència d'un balcó de fusta amb lloses de pedra a sobre, el singular balcó de cantonera, així com la coberta rematada amb un aleró de fusta treballada de diferent factura als dos cossos. Es considera una casa medieval (actualment habitatge privat) en molt bon estat de conservació.